# Bulbophyllum injoloense
Bulbophyllum injoloense är en orkidéart som beskrevs av De Wild. Bulbophyllum injoloense ingår i släktet Bulbophyllum och familjen orkidéer.

## Underarter
Arten delas in i följande underarter:
- B. i. injoloense
- B. i. pseudoxypterum